# Iz the Wiz
Michael "Iz the Wiz" Martin (30 novembre 1958 - 17 juin 2009) est un des graffiti-artists les plus productifs et les plus connus du mouvement graffiti new-yorkais de la fin des années 1970 et du début des années 1980.

## Biographie
Iz venait du quartier du Queens à New York. Commençant le graffiti en 1972, il est vite devenu le "All-City king of New York". Connu principalement pour son tag simple et rapide en deux lettres, Iz représentait une nouvelle génération de writers obsédés par la reconnaissance et cherchant l'équilibre entre quantité et qualité. Il a notamment été filmé dans le cadre du film documentaire « Style Wars ».
Après des années d'utilisation d'aérosols sans masque de protection respiratoire, Iz a été diagnostiqué avec une insuffisance rénale en 1996. Il s'est ensuivi plusieurs années de souffrance ; il est finalement décédé le 18 juin 2009, à l'âge de 50 ans.
Iz the Wiz comptait parmi les artistes représentés au musée du Graffiti à Paris de 2017 à 2018, L'Aérosol, pour l'exposition Maquis-art Hall of Fame.